# Distretto di Kiskunfélegyháza
Il distretto di Kiskunfélegyháza (in ungherese Kiskunfélegyházi járás) è un distretto dell'Ungheria, situato nella provincia di Bács-Kiskun.